# جنديرس
جِنديرس (بالكردية: جندریسە، Cindirês‏) هي بلدة ومركز ناحية جنديرس التابعة لمنطقة عفرين في محافظة حلب في سوريا. تقع شمال غرب مدينة حلب قرب الحدود مع لواء إسكندرون. بلغ عدد سكان الناحية 32,947 نسمة حسب تعداد عام 2004.

## السكان
أشار المستشرق الألماني مارتن هرتمن في أواخر القرن التاسع عشر إلى جنديرس كمستوطنة تضم عشرين منزلاً كردياً.
وبعد طرد قوات سوريا الديمقراطية من منطقة عفرين أوائل عام 2018 اتخذ كثير من النازحين من شتى المناطق السورية من جنديرس ملاذا آمناً لهم فوصل عدد السكان إلى أكثر من ثلاثين ألفا.
لكن بالمقابل فإن الزلزال الذي أصاب المنطقة في 6 فبراير 2022 قد أدى إلى مقتل عشرات الضحايا إضافة إلى الدمار الواسع في الأبنية وقد اعتبرت جنديرس أكثر مدينة تتأثر بهذا الزلزال ضمن مناطق الشمال السوري.